# Eleição municipal de São José dos Campos em 2024
O primeiro turno da eleição municipal da cidade brasileira de São José dos Campos ocorreu em 6 de outubro de 2024 para eleger um prefeito, um vice-prefeito e 21 vereadores que serão responsáveis pela administração da cidade paulista no mandato a se iniciar em 1° de janeiro de 2025 e com término em 31 de dezembro de 2028. Já o segundo turno do pleito ocorreu no dia 27 de outubro de 2024, onde prefeito titular, Anderson Farias, do PSD, vence a disputa. Farias entrou no cargo de titular, após o então prefeito Felicio Ramuth, do PSD, renunciar o cargo, e disputar o governo de São Paulo em 2022. Pela legislação eleitoral, Farias está apto para disputar a reeleição.

## Calendário eleitoral
| Início        | Fim           | Atividades | Status    |
| ------------- | ------------- | --- | --------- |
| 7 de março    | 5 de abril    | Janela partidária para vereadores trocarem de partido visando concorrer às eleições sem perder o mandato. | Realizado |
| 6 de abril    | 6 de abril    | Data-limite para todas as legendas e federações partidárias obterem o registro dos estatutos no TSE e para todos os candidatos terem domicílio eleitoral na circunscrição em que desejam disputar as eleições com a filiação deferida pelo partido. | Realizado |
| 15 de maio    | 15 de maio    | Início da campanha de arrecadação prévia de recursos na modalidade de financiamento coletivo para pré-candidatos, sem realização de pedidos de voto e obedecendo a regras relativas à propaganda eleitoral na Internet.                             | Realizado |
| 20 de julho   | 5 de agosto   | Realização de convenções partidárias para deliberar sobre coligações e escolher candidatos às prefeituras e aos cargos de vereador. Os partidos têm até 15 de agosto para registrar os nomes na Justiça Eleitoral.                                  | Realizado |
| 16 de agosto  | 16 de agosto  | Início das campanhas eleitorais de forma igualitária, podendo qualquer publicidade ou manifestação com pedido explícito de voto antes da data ser considerada irregular e multada.                                                                  | Realizado |
| 30 de agosto  | 3 de outubro  | Veiculação da propaganda eleitoral gratuita no rádio e na televisão. | Realizado |
| 6 de outubro  | 6 de outubro  | Realização do primeiro turno das eleições municipais. | Realizado |
| 11 de outubro | 25 de outubro | Veiculação da propaganda eleitoral gratuita no rádio e na televisão para o segundo turno. | Realizado |
| 27 de outubro | 27 de outubro | Realização de um eventual segundo turno nas cidades com mais de 200 mil eleitores em que o candidato a prefeito mais votado não tenha atingido a metade mais um dos votos válidos.                                                                  | Realizado |

## Candidatos à prefeitura
| Nº | Prefeito  | Prefeito         | Prefeito          | Prefeito                                                | Vice-prefeito | Vice-prefeito | Vice-prefeito    | Vice-prefeito            | Vice-prefeito             | Coligação                                                                     | Ref                         |
| Nº | Candidato | Candidato        | Partido Federação | Cargos relevantes                                       | Candidato(a)  | Candidato(a)  | Candidato(a)     | Partido Federação        | Cargos relevantes         | Coligação                                                                     | Ref                         |
| -- | --------- | ---------------- | ----------------- | ------------------------------------------------------- | ------------- | ------------- | ---------------- | ------------------------ | ------------------------- | ----------------------------------------------------------------------------- | --------------------------- |
| 12 |           | Wilson Cabral    | PDT               | Professor                                               |               |               | Nadia Assad      | PDT                      | Professora                | Sem coligação                                                                 | [ 4 ] [ 5 ]                 |
| 13 |           | Wagner Balieiro  | PT FE Brasil      | Servidor público federal                                |               |               | Marina Sassi     | PSOL Fed. PSOL REDE      | Metalúrgica e siderúrgica | São José Boa para Todos FE Brasil (PT, PCdoB e PV) e Fed. PSOL REDE           | [ 4 ] [ 6 ] [ 7 ]           |
| 16 |           | Toninho Ferreira | PSTU              | Advogado                                                |               |               | Janaína dos Reis | PSTU                     | Advogada                  | Sem coligação                                                                 | [ 4 ] [ 8 ] [ 9 ]           |
| 22 |           | Eduardo Cury     | PL                | Prefeito de São José dos Campos (2005–2012); Empresário |               |               | José Mello       | PSDB Fed. PSDB Cidadania | Empresário                | São José no Rumo Certo PL, Fed. PSDB Cidadania, NOVO e MOBILIZA               | [ 4 ] [ 10 ] [ 11 ]         |
| 44 |           | Dr. Elton        | UNIÃO             | Deputado estadual de São Paulo (2023–presente)          |               |               | Dulce Rita       | UNIÃO                    | Economista                | Para Cuidar da Nossa Gente UNIÃO, Avante, PRTB, PSB, Agir e DC                | [ 4 ] [ 12 ]                |
| 55 |           | Anderson Farias  | PSD               | Prefeito de São José dos Campos (2021–presente)         |               |               | Coronel Wilker   | MDB                      | Policial militar          | São José do Jeito Certo PSD, MDB, PP, Republicanos, PODE, Solidariedade e PRD | [ 13 ] [ 14 ] [ 15 ] [ 16 ] |

### Desistências
- Marina Sassi (PSOL) – Metalúrgica e siderúrgica. Retirou sua candidatura em 18 de maio após a federação PSOL REDE declarar apoio à de Wagner Balieiro, do PT. Com o apoio, Sassi tornou-se vice da chapa de Balieiro.[17]

## Apoios no segundo turno
| Farias    | Farias                                                                                  |
| --------- | --------------------------------------------------------------------------------------- |
| Partidos  | PCdoB.                                                                                  |
| Políticos | Felicio Ramuth, vice-governador de São Paulo, ex-prefeito de São José dos Campos.       |
| Políticos | Pablo Marçal, empresário e terceiro colocado na disputa do primeiro turno em São Paulo. |
| Políticos | Eliane Nikoluk, segunda colocada na disputa do primeiro turno em 2020.                  |

| Cury      | Cury                                                                           |
| --------- | ------------------------------------------------------------------------------ |
| Partidos  | UNIÃO.                                                                         |
| Políticos | Jair Bolsonaro, ex-presidente do Brasil.                                       |
| Políticos | Dr. Elton, deputado estadual e terceiro colocado na disputa do primeiro turno. |
| Políticos | Marcos Pontes, senador.                                                        |
| Políticos | Rogério Marinho, senador.                                                      |
| Políticos | Emanuel Fernandes, ex-prefeito de São José dos Campos.                         |

## Resultados

### Prefeito
| Candidato(a)             | Vice                     | 1º turno 6 de outubro | 1º turno 6 de outubro | 2º turno 27 de outubro | 2º turno 27 de outubro |
| Candidato(a)             | Vice                     | Votação               | Votação               | Votação                | Votação                |
| Candidato(a)             | Vice                     | Total                 | %                     | Total                  | %                      |
| ------------------------ | ------------------------ | --------------------- | --------------------- | ---------------------- | ---------------------- |
| Anderson Farias (PSD)    | Coronel Wilker (MDB)     | 145.061               | 39,66%                | 196.462                | 58,26%                 |
| Eduardo Cury (PL)        | José Mello (PSDB)        | 94.947                | 25,96%                | 140.775                | 41,74%                 |
| Dr. Elton (UNIÃO)        | Dulce Rita (UNIÃO)       | 72.745                | 19,89%                | Não participaram       | Não participaram       |
| Wagner Balieiro (PT)     | Marina Sassi (PSOL)      | 42.679                | 11,67%                | Não participaram       | Não participaram       |
| Wilson Cabral (PDT)      | Nádia Assad (PDT)        | 8.710                 | 2,38%                 | Não participaram       | Não participaram       |
| Toninho Ferreira (PSTU)  | Janaína dos Reis (PSTU)  | 1.659                 | 0,45%                 | Não participaram       | Não participaram       |
| → Total de votos válidos | → Total de votos válidos | 365.801               | 100%                  | 337.237                | 100%                   |
| → Votos em branco        | → Votos em branco        | 18.545                | 4,59%                 | 17.479                 | 4,60%                  |
| → Votos nulos            | → Votos nulos            | 19.651                | 4,86%                 | 25.641                 | 6,74%                  |
| Total                    | Total                    | 403.997               | 75,25%                | 380.357                | 70,84%                 |
| Abstenções               | Abstenções               | 132.904               | 24,75%                | 156.544                | 29,16%                 |
| Total de inscritos       | Total de inscritos       | 626.901               | 100%                  | 626.901                | 100%                   |

### Vereadores eleitos
| Candidato(a)                   | Partido | Votação     | Votação |
| Candidato(a)                   | Partido | Porcentagem | Total   |
| ------------------------------ | ------- | ----------- | ------- |
| Amélia Naomi                   | PT      | 2,39%       | 8.679   |
| Fabião Zagueiro                | PSD     | 2,29%       | 8.310   |
| Thomaz Henrique                | PL      | 2,27%       | 8.221   |
| Roberto Chagas                 | PL      | 2,21%       | 8.017   |
| Fernando Petiti                | PSDB    | 2,13%       | 7.726   |
| Marcão da Academia Ao Ar Livre | PSD     | 2,04%       | 7.386   |
| Zé Luís                        | PSD     | 1,90%       | 6.891   |
| Renato Santiago                | UNIÃO   | 1,67%       | 6.051   |
| Juliana Fraga                  | PT      | 1,64%       | 5.937   |
| Carlos Abranches               | CID     | 1,61%       | 5.852   |
| Rafael Pascucci                | PSD     | 1,60%       | 5.801   |
| Roberto do Eleven              | PSD     | 1,56%       | 5.674   |
| Lino Bispo                     | PL      | 1,45%       | 5.274   |
| Claudio Apolinario             | PSD     | 1,36%       | 4.926   |
| Marcelo Garcia                 | PRD     | 1,32%       | 4.780   |
| Milton Vieira Filho            | REP     | 1,22%       | 4.410   |
| Senna                          | PL      | 1,16%       | 4.222   |
| Rogério Da Acasem              | PP      | 1,12%       | 4.069   |
| Sidney Campos                  | PSDB    | 1,09%       | 3.971   |
| Sérgio Camargo                 | PL      | 0,95%       | 3.465   |
| Gilson Campos                  | PRD     | 0,92%       | 3.347   |
|                                |         |             |         |

## Pesquisas pré-eleitorais
As pesquisas buscam analisar como seria o resultado da eleição se ela ocorresse no dia em que os dados dos entrevistados foram coletados, não tendo como objetivo pela porcentagem de confiança, prever o resultado final da eleição.
| Fonte | Data(s) conduzida(s) | Amostragem | Cury PL          | Farias PSD     | Elton UNIÃO | Balieiro PT | Sassi PSOL | Ferreira PSTU | Cabral PDT | Abst. Indec. | Vantagem | Ref. |      |      |    |       |       |        |
| ----- | -------------------- | ---------- | ---------------- | -------------- | ----------- | ----------- | ---------- | ------------- | ---------- | ------------ | -------- | ---- | ---- | ---- | -- | ----- | ----- | ------ |
| Fonte | Data(s) conduzida(s) | Amostragem | Paraná Pesquisas | 01-06/Mai/2024 | 700         | 37,9%       | 21,2%      | 11,3%         | 7,4%       | Abst. Indec. | Vantagem | Ref. | 3,9% | 2,1% | 1% | 15,6% | 16,7% | [ 27 ] |